# 奥尔德姆足球俱乐部
奥尔德姆竞技足球俱乐部（英語：Oldham Athletic Association Football Club）是位於英格蘭西北大曼徹斯特的奧爾德姆（Oldham）的職業足球俱乐部，現於英格蘭足球全國聯賽作賽。於1895年成立，初時名為「派因维拉」（Pine Villa F.C.），在1899年更名現在的名字，綽號「The Latics」是「Athletic」的縮寫，與同郡對手韋根競技相同。

## 大事紀年
| 年 份   | 事 項                                                                    |
| ------- | ------------------------------------------------------------------------ |
| 1904-05 | 參加蘭開郡混合《乙組》聯賽（Lancashire Combination），排第三位，升級甲組 |
| 1906-07 | 蘭開郡混合聯賽冠軍                                                       |
| 1907-08 | 獲選加入足球聯盟乙組聯賽                                                 |
| 1909-10 | 乙組聯賽亞軍，升級甲組                                                   |
| 1912-13 | 晉第足總杯四強                                                           |
| 1914-15 | 甲組聯賽亞軍                                                             |
| 1923    | 甲組聯賽排第廿二位，降級乙組                                             |
| 1935    | 乙組聯賽排第廿一位，降級北區丙組                                         |
| 1952-53 | 北區丙組聯賽冠軍，升級乙組                                               |
| 1954    | 乙組聯賽排第廿二位，降級北區丙組                                         |
| 1958-59 | 聯賽重組被置於丁組聯賽                                                   |
| 1962-63 | 丁組聯賽亞軍，升級丙組                                                   |
| 1969    | 丙組聯賽排第廿四位，降級丁組                                             |
| 1970-71 | 丁組聯賽季軍，升級丙組                                                   |
| 1973-74 | 丙組聯賽冠軍，升級乙組                                                   |
| 1986-87 | 乙組聯賽排第三位，附加賽準決賽兩回合累計2-2，作客入球優惠負於            |
| 1989-90 | 決賽0-1負於，聯賽杯亞軍。晉身足總杯四強                                  |
| 1990-91 | 乙組聯賽冠軍，升級甲組                                                   |
| 1992-93 | 超級聯賽創始成員                                                         |
| 1993-94 | 晉身足總杯四強。超級聯賽排第廿一位，降級甲組〈II〉                       |
| 1997    | 甲組〈II〉聯賽排第廿三位，降級乙組〈III〉                                |
| 2002-03 | 乙組〈III〉聯賽排第五位，附加賽準決賽兩回合累計1-2負於                   |
| 2004-05 | 乙組〈III〉聯賽更名「甲級聯賽」                                          |
| 2006-07 | 英甲排第六位，附加賽準決賽兩回合累計2-5負於黑池                          |
| 2017-18 | 英甲排名第廿一位，降級英乙                                               |
| 2021-22 | 英乙排名第廿三位，降級議會聯賽                                           |

資料來源：足球會歷史資料庫

## 近況
參見2015年至2016年英格蘭足球甲級聯賽
- 2015年6月1日，前車士打城領隊占·夏菲（Jim Harvey）加入教練團隊[2]。
- 2015年9月12日，主場1-5負於 後，本季聯賽7戰僅獲1勝，位處第19位，一隊教練（Darren Kelly）任教僅4個月便被辭退[3]; 本季加盟的前英格蘭國腳（David Dunn）暫代教席，而教練團隊維持原有職務[4]。
- 2015年10月7日，雖然執教4場均和局收場未能打開勝利之門，（David Dunn）仍然獲得正式教席[5]。
- 2016年1月12日，近賽7戰不勝，聯賽排第22位深陷解班區域，執教僅20場的（David Dunn）被辭退[6]。
- 2016年1月13日，聘請前新港郡領隊约翰·谢里登（英语：John Sheridan (footballer)）（John Sheridan）回巢任教[7]。
- 2019年2月，曼联传奇球员保罗·斯科尔斯短暫成为俱乐部主教练1个月。

### 盃賽成績
| 圈數             | 日期           | 主／客   | 對賽球隊 | 紀錄                         |
| 聯 賽 盃         | 聯 賽 盃       | 聯 賽 盃 | 聯 賽 盃 | 聯 賽 盃                     |
| ---------------- | -------------- | -------- | -------- | ---------------------------- |
| 第一圈           | 2015年8月12日  | 主       |          | 負1-3 （页面存档备份，存于） |
| 聯 賽 錦 標      |                |          |          |                              |
| 第一圈（北區西） | 2015年9月1日   | 客       |          | 負0-2 （页面存档备份，存于） |
| 足 總 盃         |                |          |          |                              |
| 第一圈           | 2015年11月7日  | 客       |          | 和0-0（页面存档备份，存于）  |
| 第一圈（重賽）   | 2015年11月17日 | 主       |          | 勝2-0（页面存档备份，存于）  |
| 第二圈           | 2015年12月5日  | 客       |          | 負0-1（页面存档备份，存于）  |

## 主場球場

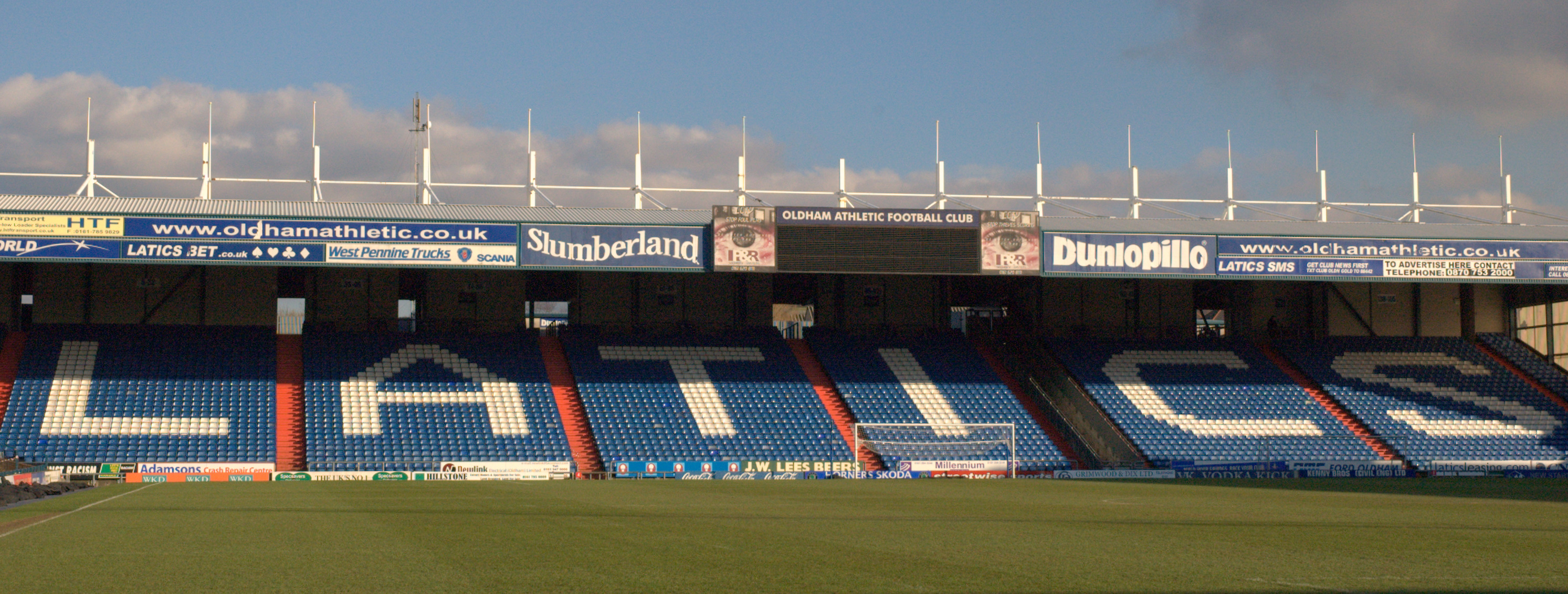
運動直銷網站公園球場

界限公園球場（Boundary Park）獲冠名贊助稱為「運動直銷網站公園球場」（SportsDirect.com Park），是英格蘭西北部大曼徹斯特奧爾德姆的主要運動場。球場位處奧爾德姆的西北末端，羅伊頓（Royton）和查德頓（Chadderton）分別緊接其北部和西部，界限公園因此而得名。
界限公園於1896年啟用時稱為｢體育球場｣（Athletic Ground），是當時奧爾德姆首支職業足球隊奧咸郡足球會（Oldham County F.C.）的主場球場，但球隊於1899年便告關閉，派因維拉（Pine Villa F.C.）承機入主，並更名奧咸體育（Oldham Athletic）。

## 榮譽

奧咸舊會徽

| 榮譽               | 次數        | 年度        |
| 聯 賽 比 賽        | 聯 賽 比 賽 | 聯 賽 比 賽 |
| ------------------ | ----------- | ----------- |
| 甲組〈I〉聯賽 亞軍 | 1           | 1914/15年。 |
| 乙組聯賽 冠軍      | 1           | 1990/91年。 |
| 丙組聯賽 冠軍      | 1           | 1973/74年。 |
| 北區丙組聯賽 冠軍  | 1           | 1952/53年。 |
| 丁組聯賽 亞軍      | 1           | 1962/63年。 |
| 杯 賽 比 賽        |             |             |
| 聯賽杯 亞軍        | 1           | 1989/90年。 |